# Joaquín Reyes (football)
Joaquin Reyes Chávez (né le 20 février 1978 à Torreón au Mexique) est un joueur de football international mexicain, qui évoluait au poste de défenseur.

## Biographie

### Carrière en sélection
Avec l'équipe du Mexique, il joue 6 matchs (pour aucun but inscrit) entre 2001 et 2002. 
Il figure dans le groupe des sélectionnés lors de la Coupe des confédérations de 2001. Lors de cette compétition, il joue deux matchs : contre l'équipe d'Australie puis contre l'équipe de France.
Il participe également à la Gold Cup de 2002, où son équipe atteint les quarts de finale.

## Palmarès
Santos Laguna
- Championnat du Mexique (1) :
  - Champion : 2001 (Verano).